# 39 до н. е.

## Події
- Луцій Марцій Цензорін і Гай Кальвізій Сабін — консули Римської республіки, консули-суффекти — Гай Кокцей Бальб і Публій Алфен Вар.
- Відродження Понтійського царства під егідою Риму. Зведення на престол Дарія.

## Народились
- Антонія Старша — давньоримська матрона часів раньої Римської імперії.
- Юлія Старша — дружина римського імператора Тиберія.

## Померли
- Юлія Антонія — римська матрона, мати Марка Антонія, далека родичка Юлія Цезаря.